# Kierpajny Wielkie
Kierpajny Wielkie (deutsch Groß Körpen) ist ein Dorf in der polnischen Woiwodschaft Ermland-Masuren. Es gehört zur Stadt-und-Landgemeinde Pieniężno (Mehlsack) im Powiat Braniewski (Kreis Braunsberg).

## Geographische Lage
Kierpajny Wielkie liegt im Nordwesten der Woiwodschaft Ermland-Masuren, 25 Kilometer südöstlich der Kreisstadt Braniewo (Braunsberg).

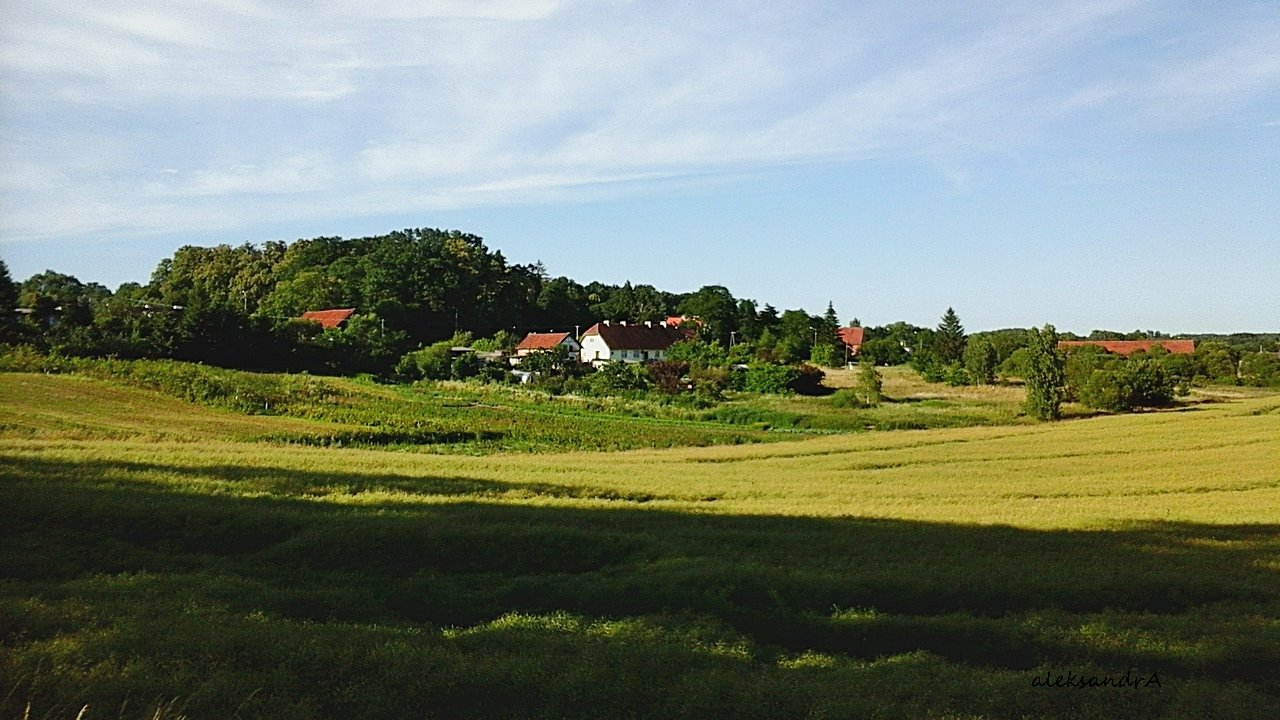
Blick auf Kierpajny Wielkie

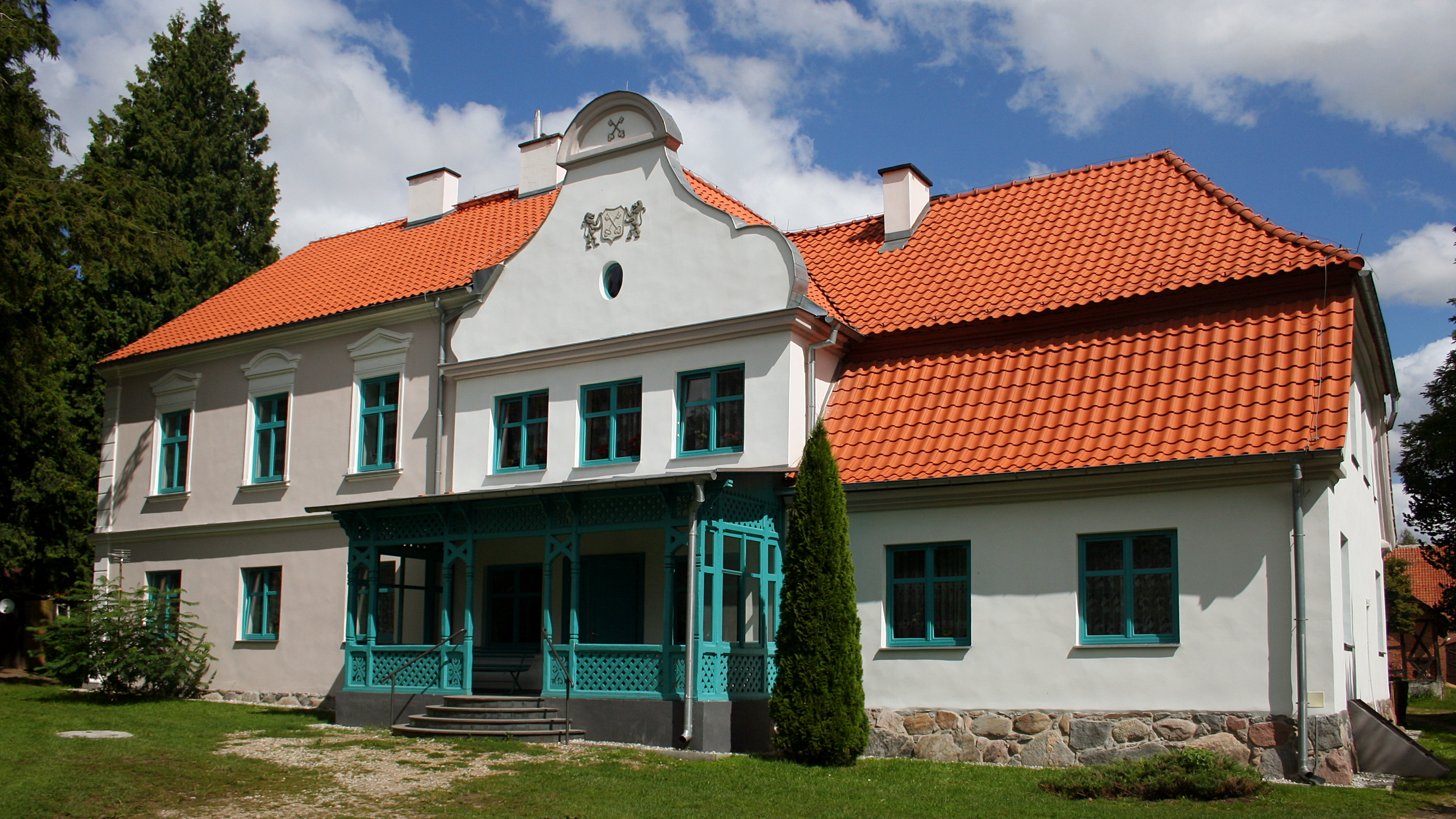
Ehemaliges Gutshaus Groß Körpen in Kierpajny Wielkie

## Geschichte
Groß Körpen war mit einem großen Park versehenes Gutsdorf. Der Gutsbezirk Groß Körpen wurde 1874 in den neu errichteten Amtsbezirk Langwalde (polnisch Długobór) im ostpreußischen Kreis Braunsberg, Regierungsbezirk Königsberg, aufgenommen. Im Jahre 1910 zählte Groß Körpen 42 Einwohner.
Im Ort bestand lange ein Gut, über Generation im Besitz der Familie Buhl, 1826 in den preußischen Adels- und Freiherrenstand nobilitiert, für den kgl. preuß. Hauptmann Eberhard von Buhl (1771–1849), nachfolgend Buhl gen. Schimmelpenning von der Oye und verheiratet mit der Cousine Theophile Baronesse Schimmelpenning von der Oye (1777–1825). Erbe auf Groß Körpen mit Nebenbesitz Zechern wurde ein jüngerer Sohn, Julius Schimmelpenning von der Oye (1818–1911). Dessen Ehefrau wurde Luise von Platen.
Am 30. September 1928 verlor das Gutsdorf Groß Körpen seine Eigenständigkeit, als es in die benachbarte Landgemeinde Bornitt (polnisch Bornity), die zum Amtsbezirk Woynitt (polnisch Wojnity) gehörte, eingegliedert wurde.
Um 1932 betrug die Fläche des Gutes 257 ha. Letzte Gutsbesitzerin war die älteste Tochter der oben genannten, Gottliebe Buhl gen. Schimmelpenning von der Oye (1857–1951), die zuletzt in Weimar lebte.
1945 kam das gesamte südliche Ostpreußen in Kriegsfolge zu Polen. Groß Körpen erhielt die polnische Namensform „Kierpajny Wielkie“ und ist heute eine Ortschaft im Verbund der Gmina Pieniężno (Stadt-und-Landgemeinde Mehlsack) im Powiat Braniewski (Kreis Braunsberg), von 1975 bis 1998 der Woiwodschaft Elbląg, seither der Woiwodschaft Ermland-Masuren zugehörig.

## Religion
Kierpajny Wielkie ist wie vor 1945 Groß Körpen seitens der Römisch-katholischen Kirche in die Stadt Pieniężno (Mehlsack) und die dortige St.-Peter-und-Paul-Kirche eingepfarrt, die seit 2022 zum Dekanat Orneta (Wormditt) im Erzbistum Ermland gehört.
Evangelischerseits gehörte Groß Körpen bis 1945 zur Pfarrkirche Mehlsack in der Kirchenprovinz Ostpreußen der Kirche der Altpreußischen Union. Heute ist Kierpajny Wielkie der Diözese Masuren der Evangelisch-Augsburgischen Kirche in Polen zugeordnet.

## Verkehr
Kierpajny Wielkie liegt an einer Nebenstraße, die bei Henrykowo (Heinrikau) von der Woiwodschaftsstraße 507 (einstige deutsche Reichsstraße 142) abzweigt und über Bornity (Bornitt) nach Pakosze (Packhausen) führt. Eine Bahnanbindung besteht nicht.